# 李天鐸
李天鐸（1948年6月17日—），中華民國陸軍退役上校、情報員，現職企業家、政論家，政戰學校外文系畢業後在馬祖高登歷練排長，北竿工兵連擔任輔導長，構建午沙發電廠，後移防西莒擔任師預備隊，完成馬防部戰備測驗。部隊返台後，考入國防語文中心進修法文。
畢業後被甄選到國防部警衛隊，先至七海寓所，擔任內衛區指揮所隊員，再調任第二區隊長分隊長，該區隊負責七海寓所管制道路縱深地區前沿警衞衞哨執勤，新進隊員任務銜接訓練，嗣以受訓練考核工作，終以體能戰技測驗不合格，旋調隊部擔任政戰官，難以勝任，再被調中衛區警安組員。
民國70年，參與漢武演習閱兵典禮任務結束後，以法文專長考進中華民國國家安全局，曾任該局駐法代表。
退伍後，經歷企業、為媒體政論新聞節目擔任國安、特勤、軍事等評論工作。2015年、2017年分別將在香港東方報業集團的文章，集結成冊出版了[青天白日下的軍魂]、[青天白日下的秘密]等著作。
曾自稱表示自己的評論員身分與他人都不同，而是被政府派遣，當初因為國安密帳案，國安局被媒體和民代猛轟，官方又不能出面講，所以國安局官員請他幫忙在電視上說，因為他做過情報工作，比較了解實際情況，就這樣一講又十幾年，有關自稱被政府派遣在電視台談話性節目，迄今仍缺乏有力佐證。

## 爭議言論
- 曾表示宋心濂不是意外死亡而是秘密處決。[4]
- 2018年投書透露當年退伍且從此遠離情報界進入不相干的媒體娛樂圈，是因為得罪了效忠李登輝的殷宗文副局長，後來在內鬥中被逼走，還被監聽。[5]
- 2016年9月國防部長馮世寬自評100分，李天鐸撰文表示跟狗道歉的部長其根本是軍事史上小丑[6]
- 青天白日下的秘密一書中揭露駐法國時期正逢F-CK-1經國號戰鬥機成軍，國防高層自知美方給的商用機引擎實戰力有問號，只能充場面，遂秘密詢問法國軍界提供引擎但被拒絕。
- 核心技術還是依賴進口的八艘自製拼裝潛艦，就算花二十年建成也只是巨資替日本守航線，國軍毫無羞恥感，而八條柴油潛艦對解放軍不計代價攻佔台灣時毫無嚇阻力。[7]
- 曾表示花費8千億20多年建成的新國防總部根本是笑話，後方通往戰時衡山指揮所的道路上完全沒有偽裝，還正對大直橋，同時23米高橋頂還有個終年閃爍的飛航警示燈，等於給巡弋飛彈和轟炸機指路，戰時第一擊突襲若是加掛毒氣彈頭直射進指揮所，我們袒胸露乳的國防就結束了。[8]
- 2017年蔡英文執政一年表示當初蔡上台時呂秀蓮曾聚會上提到要大家小心她是危險人物，李天鐸認為事後證明蔡確實是冷血、自私、刻薄、無情的性格特性，而大陸國安智庫早就看透了她性格並制定了全盤戰略，透過九二共識的議題塑造讓十四億人民認為台灣是片面改變現狀的「宣戰者」，從而支持中南海不斷的螺旋式加壓攻擊，而料定蔡永不會退讓所以這理由可以無限期的使用下去，將台灣利益不斷切割損害到重創，本身全無責任還獲得大陸人民支持。[9]
- 2019年陳之漢參與莒光園地「我從軍我驕傲」錄影，期間蔡英文視察節目錄製，李天鐸於其個人臉書在未經查證的情況下，指稱陳之漢擁有：毒品、竊盗、赌博、恐嚇、傷害等7項前科，認為國防部係為配合民主進步黨總統初選，陳之漢隨後於個人臉書發表良民證，表示自清。[10]李天鐸事後沉默近1週首度回應，強調他的發文是引述網路消息，沒有查證及法律責任問題。最後他寫道，感謝這段期間，許多軍中、警、調、媒體、『道上兄弟』們的支持和鼓勵。[11]